# 해남 옥천 고분군
해남 옥천 고분군(海南 玉泉 古墳群)은 대한민국 전라남도 해남군 옥천면에 있는 삼국시대의 고분군이다. 2015년 4월 23일 전라남도의 기념물 제248호로 지정되었다.

## 지정 사유
해남 만의총 고분군은 삼국시대 고분으로서 역사적, 학술적 가치가 있고 발굴조사를 통하여 출토된 유물도 가치가 있다.
발굴조사(국립광주박물관, 동신대박물관)와 학술대회를 실시한 바 있다.
1호분의 석곽묘는 내부 목관과 외부 석곽으로 구성된 독특한 구조이며, 석곽 내외에서 확인된 백제, 신라, 가야, 왜 등 범지역적인 유물조합으로 보았을 때 그 학술적 가치가 매우 크다.
3호분은 삼국시대 횡구식석실의 구조와 장법을 밝힐 수 있는 자료이다.

## 참고 자료
- 해남 옥천 고분군 - 국가유산청 국가유산포털